# Christopher Cross
Christopher Cross (San Antonio (Texas), 3 mei 1951) is een Amerikaanse zanger. Voor zijn werk ontving hij onder andere een Oscar en een Golden Globe, vanwege zijn werk voor films. Tijdens de 23e Grammy Awards in 1981 vestigde Cross een record als eerste artiest die op één avond alle vier de grote prijscategorieën won (Best New Artist, Record, Album, en Song of the Year), een prestatie die pas werd geëvenaard door Billie Eilish in 2020.

## Carrière
Christopher Cross is het bekendst vanwege zijn nummers "Sailing" en "Arthur's Theme (Best That You Can Do)", een nummer uit de film Arthur, met in de hoofdrollen Dudley Moore en Liza Minnelli. Voor "Sailing" ontving Cross drie Grammy Awards in 1981. "Arthur's Theme" won een Academy Award voor Beste Originele Nummer.
Eerst speelde Cross met een coverband uit San Antonio met de naam Flash, voordat hij een solocontract kreeg van Warner Bros. Records. Hij bracht zijn debuutalbum uit, waarmee hij vijf Grammy's won. Hij is de eerste artiest die alle "Grote Vier" Grammy's (beste opname, nummer, album en nieuwe artiest) won in hetzelfde jaar. In het jaar 2020 deed Billie Eilish (als eerste vrouwelijke artiest) hem dit na. Het debuutalbum van Norah Jones, Come Away With Me, won deze prijzen ook, maar de prijs "Nummer van het Jaar" ging naar de schrijver van het nummer, die zij zelf niet was.
Zijn tweede album, Another Page, kwam uit in 1983. Hierop stonden nummers als Think of Laura en All Right. Het album verkocht redelijk, al maakte het de hoge verwachtingen na het debuutalbum niet echt waar.
Het derde album, Every Turn of the World werd uitgebracht in 1985. Het album bracht geen top 40 hits voort en werd niet goed verkocht. Hij maakte nog vele albums in de jaren daarna, maar ook daarmee werd de massa niet bereikt. Ook bracht hij in 2002 een Greatest Hits album uit. In 2018 verscheen zijn meest recente album, Take Me As I Am.
In 2007 werd een compleet kerstalbum uitgebracht door iTunes. In 2025 treedt Cross nog steeds op. In dit jaar stond hij in het voorprogramma van de wereldtour van Toto, waarin onder andere op 7 februari Vorst Nationaal in Vorst en op 8 februari GelreDome in Arnhem werden aangedaan.
Dochter Madison treedt op als zangeres.
Cross heeft drie kinderen en was twee keer gehuwd.

## Discografie

### Albums
| Album met eventuele hitnotering(en) in de Nederlandse Album Top 100 | Datum van verschijnen | Datum van binnenkomst | Hoogste positie | Aantal weken | Opmerkingen   |
| ------------------------------------------------------------------- | --------------------- | --------------------- | --------------- | ------------ | ------------- |
| Christopher Cross                                                   | 1979                  | 28-03-1981            | 7               | 13           |               |
| Another Page                                                        | 1983                  | 12-02-1983            | 6               | 15           |               |
| Every Turn of the World                                             | 1985                  | 23-11-1985            | 55              | 4            |               |
| Back of my Mind                                                     | 1988                  | 03-12-1988            | 41              | 6            |               |
| The Best of Christopher Cross                                       | 1991                  | 09-12-1991            | 27              | 17           | Verzamelalbum |

| Album met hitnotering(en) in de Vlaamse Ultratop 200 albums | Datum van verschijnen | Datum van binnenkomst | Hoogste positie | Aantal weken | Opmerkingen |
| ----------------------------------------------------------- | --------------------- | --------------------- | --------------- | ------------ | ----------- |
| The Café Carlyle Sessions                                   | 2008                  | 10-11-2008            | 77              | 1            |             |
| A Night in Paris                                            | 2013                  | 23-03-2013            | 129             | 1            |             |

### Singles
| Single met eventuele hitnotering(en) in de Nederlandse Top 40 | Datum van verschijnen | Datum van binnenkomst | Hoogste positie | Aantal weken | Opmerkingen |
| ------------------------------------------------------------- | --------------------- | --------------------- | --------------- | ------------ | ----------- |
| Ride Like the Wind                                            | 1980                  | 12-04-1980            | tip9            | -            |             |
| Sailing                                                       | 1981                  | 21-03-1981            | 18              | 7            |             |
| Arthur's Theme (Best That You Can Do)                         | 1981                  | 05-09-1981            | tip18           | -            |             |
| All Right                                                     | 1983                  | 12-02-1983            | 16              | 6            |             |

| Single met hitnotering(en) in de Vlaamse Ultratop 50 | Datum van verschijnen | Datum van binnenkomst | Hoogste positie | Aantal weken | Opmerkingen |
| ---------------------------------------------------- | --------------------- | --------------------- | --------------- | ------------ | ----------- |
| All Right                                            | 1983                  | 19-02-1983            | 15              | 7            |             |

### NPO Radio 2 Top 2000
| Nummer met noteringen in de NPO Radio 2 Top 2000 | '99 | '00 | '01  | '02  | '03  | '04  | '05  | '06  | '07  | '08  | '09-'11 | '12  | '13  |
| ------------------------------------------------ | --- | --- | ---- | ---- | ---- | ---- | ---- | ---- | ---- | ---- | ------- | ---- | ---- |
| Sailing                                          | 909 | -   | 1450 | 1291 | 1301 | 1638 | 1698 | 1712 | 1661 | 1616 | -       | 1803 | 1983 |

1. ↑  Een '-' betekent dat het nummer niet was genoteerd en een vetgedrukt getal geeft de hoogste notering aan.
2. ↑  Deze tabel is bijgewerkt tot en met de meest recente editie (2024).

## Prijzen
- Academy Award voor Beste Originele Nummer, 1981, "Arthur's Theme (Best That You Can Do)"
- Golden Globe voor beste originele nummer, 1981, "Arthur's Theme (Best That You Can Do)"
- Grammy, 1981 - Opname van het Jaar - "Sailing"
- Grammy, 1981 - Album van het Jaar - Christopher Cross
- Grammy, 1981 - Beste Nieuwe Artiest - Christopher Cross
- Grammy, 1981 - Nummer van het Jaar - "Sailing"
- Grammy, 1981 - Beste Arrangement - "Sailing"